# サン・ウェイ4412便墜落事故
サン・ウェイ4412便墜落事故は、2010年11月28日にパキスタンで発生した航空事故である。ジンナー国際空港からドゥアラ国際空港へ向かっていたサン・ウェイ4412便（イリューシン Il-76TD）がジンナー国際空港からの離陸直後に墜落し、乗員8人と地上の4人が死亡した。

## 飛行の詳細

### 事故機
事故機のイリューシン Il-76TD（4L-GNI）は1984年に製造番号43452546として製造された。4基のソロヴィヨーフ D-30KPを搭載しており、総飛行時間は8,357時間であった。当初の報告によれば、事故機は墜落の2週間前に検査を受けていた。

### 乗員
事故機には乗員8人が搭乗しており、ウクライナ人7人とロシア人1人で構成されていた。

## 事故の経緯
現地時間1時22分ごろ、パイロットはエンジンの始動を行った。1時43分、4412便はジンナー国際空港の滑走路25Lを離陸した。機体には30.5tの救援物資を積載していた。地上100mまで上昇したとき、第4エンジンが故障した。パイロットは姿勢を維持しようとしたが、機体は右に傾斜し続けた。最終的に機体は右に71度まで傾斜し、パキスタン軍の敷地にある建設中の建物に激突した。乗員8人の他、地上で作業員4人が巻き込まれ死亡した。衝撃が大きかったため、地元住民は爆弾が爆発したと思っていた。

## 事故調査
パキスタンの民間航空局が事故調査を行った。事故当初は、バードストライクが墜落原因と推定されていた。調査から、事故機と搭載されていたエンジンの設計寿命は2004年に切れており、それ以降、製造業者の検査や了承無しで運航していたことが判明した。また、離陸時の最大離陸重量も5t近く超過していた。
最終報告書で、事故原因はエンジンの第4エンジンの低圧コンプレッサーのディスクの破損であると結論付けられた。これは、設計寿命を大幅に越えてエンジンが使用されていたため金属疲労が生じたためだとされた。
エンジンが故障した際に破片が飛散し、フラップや燃料パイプが損傷を受けた。そのため燃料が漏れ、火災が発生し、主翼に大きな損傷を与えた。これにより機体の制御が失われ、右に傾いたまま機体は墜落した。